# جریان لیووین

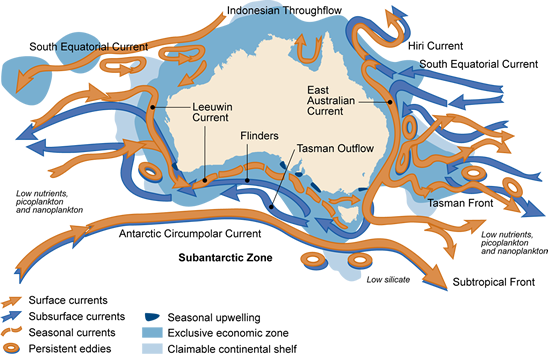
جریان‌های اقیانوسی پیرامون استرالیا. جریان لیووین در ساحل غربی استرالیا قابل مشاهده است.

جریان لیووین (انگلیسی: Leeuwin Current) یک جریان اقیانوسی گرم است که در نزدیکی ساحل غربی استرالیا به سمت جنوب جریان دارد. این جریان با گردش در پیرامون دماغه لیووین وارد آب‌های جنوب استرالیا شده و مناطق وسیعی تا جزیره تاسمانی را تحت تأثیر قرار می‌دهد.
جریان لیووین با جریان‌های آب سردی که در همان عرض جغرافیایی در امتداد سواحل یافت می‌شوند (مانند جریان بنگوئلا و جریان هامبالت تفاوت بسیاری دارد. بالاآمدن آب‌های سرد و سرشار از مواد غذایی از زیر به سطح آب برخی از مستعدترین مناطق ماهی‌گیری را پدید می‌آورد، مانند جریان کالیفرنیا که باعث مه‌آلود بودن هوای سانفرانسیسکو شده یا سرد قناری در آفریقای شمالی.